# Lindsaea pallida
Lindsaea pallida là một loài thực vật có mạch trong họ Dennstaedtiaceae. Loài này được Klotzsch miêu tả khoa học đầu tiên năm 1844.